# 伏龍芝 (盧甘斯克州)
伏龍芝（羅馬化：Frunze），乌克兰当局称森佳尼夫卡（羅馬化：Sentianivka），是烏克蘭東部盧甘斯克州阿尔切夫斯克区卡季伊夫卡市鎮的鎮。目前被俄羅斯佔領，俄占當局行政區劃為盧甘斯克人民共和國斯拉維揚諾謝爾布斯克區的市級鎮。處於盧甘斯克西北面約40公里的盧漢河畔，始建於1867年，海拔高度66米，2011年人口3,321。

## 历史
2014年4月，在顿巴斯战争中，本地由卢甘斯克人民共和国实际占领。
1934年起村莊改以蘇聯軍事人物米哈伊爾·伏龍芝命名，在2016年乌克兰去共产主义化中，该地恢復18世紀建村時的名稱森佳尼夫卡，但由于乌克兰政府未实际控制该地，卢甘斯克人民共和国仍以伏龙芝称呼。